# Charles Assalé
Charles Assalé (* 4. November 1911 in Nkong-Yossok, Südkamerun; † 10. Dezember 1999 in Yaoundé) war ein kamerunischer Politiker. Er war von 1961 bis 1965 der Premierminister von Kamerun.

## Leben
Assalé war Sohn eines Farmers und gehörte dem Boulou-Stamm an. Er besuchte von 1924 bis 1929 Missionsschulen in Kribi, Ebolowa und Foubassi und absolvierte danach von 1933 bis 1934 eine Ausbildung an der Krankenpflegeschule des Ausbildungszentrums in Ayos. Nach der Ausbildung arbeitete er von 1935 bis 1944 als Krankenpfleger im Krankenhaus von Ayos und war 1935 bereits gewerkschaftlich aktiv.  Er gehörte zu den Mitgründern und war von 1945 bis 1951 Verwaltungssekretär des Gewerkschaftsverbandes „Union des Syndicats Confédérés du Cameroun“ (USCC), welcher eng verbunden mit dem französischen Gewerkschaftsbund „Confédération générale du travail“ (CGT) war. Aus Protest gegen deren „prokommunistische Politik“ trat er 1951 aus der USCC aus und gründete die „Union des Syndicats Autonomes du Cameroun“ (USAC).
Im Jahr 1948 gründete Assalé die erste politische Partei Kameruns, welche den Namen „Union der Völker Kameruns“ (UPC) erhielt. Er war von 1947 bis 1951 Mitglied des beratenden Wirtschaftsrates der französischen Regierung in Paris. In den Territorialrat bzw. die damalige Regierung des Treuhandgebietes trat er 1952 unter Vorsitz des Gouverneurs ein, wo er ab Mai 1953 für das Ressort für Genossenschaftswesen und Afrikanische Wohlfahrtseinrichtungen zuständig war. Im Juni 1955 wählte ihn die Territorialversammlung bzw. das Parlament des Treuhandgebietes Kameruns zum Schatzmeister. In den Jahren 1955 bis 1956 übte er zudem die Funktion des Sprechers der Versammlung aus. Von 1957 bis 1961 war er Präsident der Partei „Mouvement d'Action Nationale du Cameroun“ (MANC) und von Februar 1958 bis 1960 Finanzminister.
Zunächst führte Ministerpräsident Ahmadou Ahidjo nach der Proklamierung der Unabhängigkeit am 1. Januar 1960, welche zum Zusammenschluss des britischen und französischen Kameruns zu einer Bundesrepublik führte, weiterhin die Regierung. Nach Annahme der Verfassung wählte das Parlament ihn zum Präsidenten der Republik. Assalé löste die MANC-Partei auf und brachte sie in die von Ahmadou Ahidjo geführte Partei „Union Camerounaise“ (UC) ein. Er bildete im Oktober 1961 als neuer Premierminister die erste Regierung Kameruns und hatte dieses Amt bis November 1965 inne. Nach seiner Regierungszeit war er Bürgermeister von Ebolowa und wurde 1970 Sonderbotschafter Kameruns.
Assalé heiratete Jeanne-Marie (geb. Ayo) und bekam mit ihr acht Kinder.